# Nột Nhĩ Phúc
Nột Nhĩ Phúc (tiếng Trung: 訥爾福; 9 tháng 9 năm 1678 – 15 tháng 8 năm 1701) là một hoàng thân của nhà Thanh trong lịch sử Trung Quốc, người thừa kế 1 trong 12 tước vị Thiết mạo tử vương.

## Cuộc đời
Nột Nhĩ Phúc được sinh ra vào giờ Hợi, ngày 24 tháng 7 (âm lịch) năm Khang Hi thứ 17 (1678), trong gia tộc Ái Tân Giác La. Ông là con trai thứ sáu của Bình Bỉ Quận vương La Khoa Đạc, mẹ ông là Đích Phúc tấn Bác Nhĩ Tế Cát Đặc thị. Năm Khang Hi thứ 24 (1685), tháng giêng, ông được sơ phong tước Bối tử. Năm thứ 26 (1687), tháng 5, anh trai ông là Bình Quận vương Nột Nhĩ Đồ bị đoạt tước, nên ông được thế tập tước vị Bình Quận vương (平郡王) đời thứ 3, tức Khắc Cần Quận vương đời thứ 5. Năm thứ 40 (1701), ngày 12 tháng 7 (âm lịch), giờ Thìn, ông qua đời, thọ 31 tuổi, được truy thụy Bình Điệu Quận vương (平悼郡王).

## Gia quyến

### Thê thiếp
- Nguyên phối: Hoàn Nhan thị (完顏氏), con gái của Mã Nhĩ Hán (瑪爾漢).
- Kế thất: Qua Nhĩ Giai thị (瓜爾佳氏), con gái của Bách Kỳ Đông Ngạch (伯奇東額).
- Thứ Phúc tấn:
  - Ngạc Nhĩ Đa thị (鄂爾多氏), con gái của Ngạch Nhĩ Tế Đồ (額爾濟圖).
  - Từ thị (徐氏), con gái của Bát phẩm Điển vệ Lão Cách Sắc (老格色).
- Thứ thiếp: Dương thị (楊氏), con gái của Dương Đức Quan (楊德官).

### Con trai
1. Nột Nhĩ Tô (訥爾蘇; 1690 – 1740), mẹ là Đích Phúc tấn Hoàn Nhan thị. Năm 1701 được thế tập tước vị Bình Quận vương (平郡王). Năm 1726 bị đoạt tước. Có bảy con trai.
2. Nạp Nhĩ Đức (納爾德; 1694 – 1696), mẹ là Đích Phúc tấn Hoàn Nhan thị. Chết yểu.